# Futbol'ny Klub Naftan Navapolack
Il Futbol'ny Klub Naftan Navapolack (in bielorusso: ФК Нафтан Наваполацк), meglio noto come Naftan, è una società calcistica bielorussa con sede nella città di Navapolack. Milita nella Vyšėjšaja Liha, la massima serie del campionato bielorusso di calcio.

## Palmarès

### Competizioni nazionali
- Coppa di Bielorussia: 2

2009, 2011-2012
- Peršaja Liha: 2

1995, 2022
- Druhaja liha: 1

1994-1995

### Altri piazzamenti
- Coppa di Bielorussia:

Semifinalista: 2003-2004, 2015-2016
- Supercoppa di Bielorussia:

Finalista: 2010, 2013
- Peršaja Liha:

Secondo posto: 2002
- Druhaja liha:

Secondo posto: 1992-1993
Terzo posto: 1993-1994

## Organico

### Rosa 2024
| N. |                        | Ruolo | Calciatore        |
| -- | ---------------------- | ----- | ----------------- |
| 3  | Bielorussia (bandiera) | C     | Kirill Kovalyuk   |
| 5  | Grecia (bandiera)      | C     | Georgios Ermidis  |
| 7  | Russia (bandiera)      | C     | Timur Pukhov      |
| 8  | Bielorussia (bandiera) | C     | Daniil Baran      |
| 9  | Bielorussia (bandiera) | D     | Artemiy Litvinov  |
| 10 | Bielorussia (bandiera) | D     | Dmitry Tamelo     |
| 11 | Bielorussia (bandiera) | A     | Ramazan Isayev    |
| 14 | Bielorussia (bandiera) | D     | Cjarėncij Lucėvič |
| 17 | Bielorussia (bandiera) | C     | Ilya Chmut        |
| 20 | Russia (bandiera)      | A     | Andrej Panjukov   |
| 21 | Bielorussia (bandiera) | D     | Ignatiy Sidor     |
| 22 | Bielorussia (bandiera) | C     | Ignat Pranovich   |

| N. |                        | Ruolo | Calciatore          |
| -- | ---------------------- | ----- | ------------------- |
| 27 | Russia (bandiera)      | D     | Artem Bruy          |
| 28 | Bielorussia (bandiera) | C     | Dmitriy Malinovskiy |
| 30 | Bielorussia (bandiera) | P     | Maksim Makarov      |
| 41 | Bielorussia (bandiera) | D     | Aleksandr Frantsev  |
| 44 | Bielorussia (bandiera) | D     | Vladimir Bashun     |
| 46 | Bielorussia (bandiera) | D     | Aleksey Firsov      |
| 77 | Georgia (bandiera)     | D     | Revaz Salukvadze    |
| 79 | Russia (bandiera)      | D     | Sergej Slepov       |
| 90 | Bielorussia (bandiera) | D     | Roman Davyskiba     |
| 92 | Russia (bandiera)      | P     | Aleksei Kozlov      |
| 99 | Bielorussia (bandiera) | C     | Artem Drabatovich   |

### Rosa 2020
| N. |                        | Ruolo | Calciatore          |
| -- | ---------------------- | ----- | ------------------- |
| 1  | Bielorussia (bandiera) | P     | Aleksey Ageyev      |
| 2  | Russia (bandiera)      | D     | Mikhail Radchenko   |
| 3  | Bielorussia (bandiera) | D     | Alyaksandr Novik    |
| 6  | Bielorussia (bandiera) | C     | Gleb Zherdev        |
| 7  | Bielorussia (bandiera) | C     | Denis Golenko       |
| 9  | Bielorussia (bandiera) | A     | Denis Trapashko     |
| 10 | Bielorussia (bandiera) | A     | Aleksandr Yanchenko |
| 11 | Azerbaigian (bandiera) | A     | Elvin Aliyev        |
| 12 | Russia (bandiera)      | P     | Aleksandr Shubin    |
| 14 | Bielorussia (bandiera) | C     | Aleksey Gudov       |
| 16 | Bielorussia (bandiera) | D     | Dmitry Zhuk         |

| N. |                        | Ruolo | Calciatore           |
| -- | ---------------------- | ----- | -------------------- |
| 17 | Russia (bandiera)      | A     | Nikita Kozlov        |
| 18 | Bielorussia (bandiera) | D     | Artem Shubko         |
| 19 | Bielorussia (bandiera) | A     | Aleksandr Kleschenok |
| 20 | Nigeria (bandiera)     | C     | Abdulaziz Laval      |
| 21 | Bielorussia (bandiera) | C     | Alyaksey Plyasunow   |
| 22 | Bielorussia (bandiera) | C     | Aleksandr Kucherov   |
| 23 | Bielorussia (bandiera) | D     | Dmitry Tamelo        |
| 24 | Bielorussia (bandiera) | D     | Dzmitry Barysaw      |
| 25 | Bielorussia (bandiera) | D     | Aleksandr Krasiy     |
| 35 | Bielorussia (bandiera) | P     | Dmitry Say           |

### Rosa 2013
| N. |                        | Ruolo | Calciatore            |
| -- | ---------------------- | ----- | --------------------- |
| 1  | Bielorussia (bandiera) | P     | Mikalay Ramanyuk      |
| 3  | Bielorussia (bandiera) | D     | Dzjanis Obrazaŭ       |
| 4  | Bielorussia (bandiera) | D     | Nikolai Branfilov     |
| 7  | Russia (bandiera)      | C     | Murat Khotov          |
| 8  | Ucraina (bandiera)     | C     | Yuriy Chonka          |
| 9  | Russia (bandiera)      | A     | Andrei Prudnikov      |
| 10 | Bielorussia (bandiera) | A     | Yahor Zubovich        |
| 11 | Russia (bandiera)      | A     | Aleksandr Alumona     |
| 12 | Bielorussia (bandiera) | C     | Aljaksandr Dzegcjaroŭ |
| 13 | Bielorussia (bandiera) | P     | Aleksandr Adamenko    |
| 15 | Ucraina (bandiera)     | D     | Ihor Buryak           |
| 16 | Bielorussia (bandiera) | P     | Igor Dovgyallo        |

| N. |                        | Ruolo | Calciatore           |
| -- | ---------------------- | ----- | -------------------- |
| 17 | Bielorussia (bandiera) | A     | Sergey Korsak        |
| 18 | Colombia (bandiera)    | A     | Luisito              |
| 20 | Bielorussia (bandiera) | D     | Artem Teplov         |
| 21 | Bielorussia (bandiera) | A     | Yevgeniy Yelezarenko |
| 22 | Bielorussia (bandiera) | C     | Andrey Baranok       |
| 23 | Bielorussia (bandiera) | D     | Mikita Navumaŭ       |
| 30 | Bielorussia (bandiera) | C     | Oleg Shkabara        |
| 31 | Nigeria (bandiera)     | C     | Abdualziz Laval      |
| 33 | Bielorussia (bandiera) | C     | Igor Zyulev          |
| 35 | Ucraina (bandiera)     | C     | Ruslan Hunchak       |
| 40 | Bielorussia (bandiera) | A     | Dmitry Sokolko       |
| 71 | Georgia (bandiera)     | P     | Irakli Devadze       |
|    | Bielorussia (bandiera) | A     | Mikita Shuhunkow     |

### Rosa 2023
| N. |                        | Ruolo | Calciatore        |
| -- | ---------------------- | ----- | ----------------- |
| 3  | Bielorussia (bandiera) | C     | Kirill Kovalyuk   |
| 5  | Grecia (bandiera)      | C     | Georgios Ermidis  |
| 7  | Russia (bandiera)      | C     | Timur Pukhov      |
| 8  | Bielorussia (bandiera) | C     | Daniil Baran      |
| 9  | Bielorussia (bandiera) | D     | Artemiy Litvinov  |
| 10 | Bielorussia (bandiera) | D     | Dmitry Tamelo     |
| 11 | Bielorussia (bandiera) | A     | Ramazan Isayev    |
| 14 | Bielorussia (bandiera) | D     | Cjarėncij Lucėvič |
| 17 | Bielorussia (bandiera) | C     | Ilya Chmut        |
| 20 | Russia (bandiera)      | A     | Andrej Panjukov   |
| 21 | Bielorussia (bandiera) | D     | Ignatiy Sidor     |
| 22 | Bielorussia (bandiera) | C     | Ignat Pranovich   |

| N. |                        | Ruolo | Calciatore          |
| -- | ---------------------- | ----- | ------------------- |
| 27 | Russia (bandiera)      | D     | Artem Bruy          |
| 28 | Bielorussia (bandiera) | C     | Dmitriy Malinovskiy |
| 30 | Bielorussia (bandiera) | P     | Maksim Makarov      |
| 41 | Bielorussia (bandiera) | D     | Aleksandr Frantsev  |
| 44 | Bielorussia (bandiera) | D     | Vladimir Bashun     |
| 46 | Bielorussia (bandiera) | D     | Aleksey Firsov      |
| 77 | Georgia (bandiera)     | D     | Revaz Salukvadze    |
| 79 | Russia (bandiera)      | D     | Sergej Slepov       |
| 90 | Bielorussia (bandiera) | D     | Roman Davyskiba     |
| 92 | Russia (bandiera)      | P     | Aleksei Kozlov      |
| 99 | Bielorussia (bandiera) | C     | Artem Drabatovich   |

### Rosa 2020
| N. |                        | Ruolo | Calciatore          |
| -- | ---------------------- | ----- | ------------------- |
| 1  | Bielorussia (bandiera) | P     | Aleksey Ageyev      |
| 2  | Russia (bandiera)      | D     | Mikhail Radchenko   |
| 3  | Bielorussia (bandiera) | D     | Alyaksandr Novik    |
| 6  | Bielorussia (bandiera) | C     | Gleb Zherdev        |
| 7  | Bielorussia (bandiera) | C     | Denis Golenko       |
| 9  | Bielorussia (bandiera) | A     | Denis Trapashko     |
| 10 | Bielorussia (bandiera) | A     | Aleksandr Yanchenko |
| 11 | Azerbaigian (bandiera) | A     | Elvin Aliyev        |
| 12 | Russia (bandiera)      | P     | Aleksandr Shubin    |
| 14 | Bielorussia (bandiera) | C     | Aleksey Gudov       |
| 16 | Bielorussia (bandiera) | D     | Dmitry Zhuk         |

| N. |                        | Ruolo | Calciatore           |
| -- | ---------------------- | ----- | -------------------- |
| 17 | Russia (bandiera)      | A     | Nikita Kozlov        |
| 18 | Bielorussia (bandiera) | D     | Artem Shubko         |
| 19 | Bielorussia (bandiera) | A     | Aleksandr Kleschenok |
| 20 | Nigeria (bandiera)     | C     | Abdulaziz Laval      |
| 21 | Bielorussia (bandiera) | C     | Alyaksey Plyasunow   |
| 22 | Bielorussia (bandiera) | C     | Aleksandr Kucherov   |
| 23 | Bielorussia (bandiera) | D     | Dmitry Tamelo        |
| 24 | Bielorussia (bandiera) | D     | Dzmitry Barysaw      |
| 25 | Bielorussia (bandiera) | D     | Aleksandr Krasiy     |
| 35 | Bielorussia (bandiera) | P     | Dmitry Say           |

### Rosa 2013
| N. |                        | Ruolo | Calciatore            |
| -- | ---------------------- | ----- | --------------------- |
| 1  | Bielorussia (bandiera) | P     | Mikalay Ramanyuk      |
| 3  | Bielorussia (bandiera) | D     | Dzjanis Obrazaŭ       |
| 4  | Bielorussia (bandiera) | D     | Nikolai Branfilov     |
| 7  | Russia (bandiera)      | C     | Murat Khotov          |
| 8  | Ucraina (bandiera)     | C     | Yuriy Chonka          |
| 9  | Russia (bandiera)      | A     | Andrei Prudnikov      |
| 10 | Bielorussia (bandiera) | A     | Yahor Zubovich        |
| 11 | Russia (bandiera)      | A     | Aleksandr Alumona     |
| 12 | Bielorussia (bandiera) | C     | Aljaksandr Dzegcjaroŭ |
| 13 | Bielorussia (bandiera) | P     | Aleksandr Adamenko    |
| 15 | Ucraina (bandiera)     | D     | Ihor Buryak           |
| 16 | Bielorussia (bandiera) | P     | Igor Dovgyallo        |

| N. |                        | Ruolo | Calciatore           |
| -- | ---------------------- | ----- | -------------------- |
| 17 | Bielorussia (bandiera) | A     | Sergey Korsak        |
| 18 | Colombia (bandiera)    | A     | Luisito              |
| 20 | Bielorussia (bandiera) | D     | Artem Teplov         |
| 21 | Bielorussia (bandiera) | A     | Yevgeniy Yelezarenko |
| 22 | Bielorussia (bandiera) | C     | Andrey Baranok       |
| 23 | Bielorussia (bandiera) | D     | Mikita Navumaŭ       |
| 30 | Bielorussia (bandiera) | C     | Oleg Shkabara        |
| 31 | Nigeria (bandiera)     | C     | Abdualziz Laval      |
| 33 | Bielorussia (bandiera) | C     | Igor Zyulev          |
| 35 | Ucraina (bandiera)     | C     | Ruslan Hunchak       |
| 40 | Bielorussia (bandiera) | A     | Dmitry Sokolko       |
| 71 | Georgia (bandiera)     | P     | Irakli Devadze       |
|    | Bielorussia (bandiera) | A     | Mikita Shuhunkow     |